# Anders Olsson (motocrossförare)
Anders Olsson är en svensk motocrossförare som tävlade för Sverige och Team Honda Sverige på 70-talet.
De senaste åren har han varit coach och mekaniker för sonen Dick Olsson och karting-teamet Wallberg Motorsport.